# Hannah Bardell

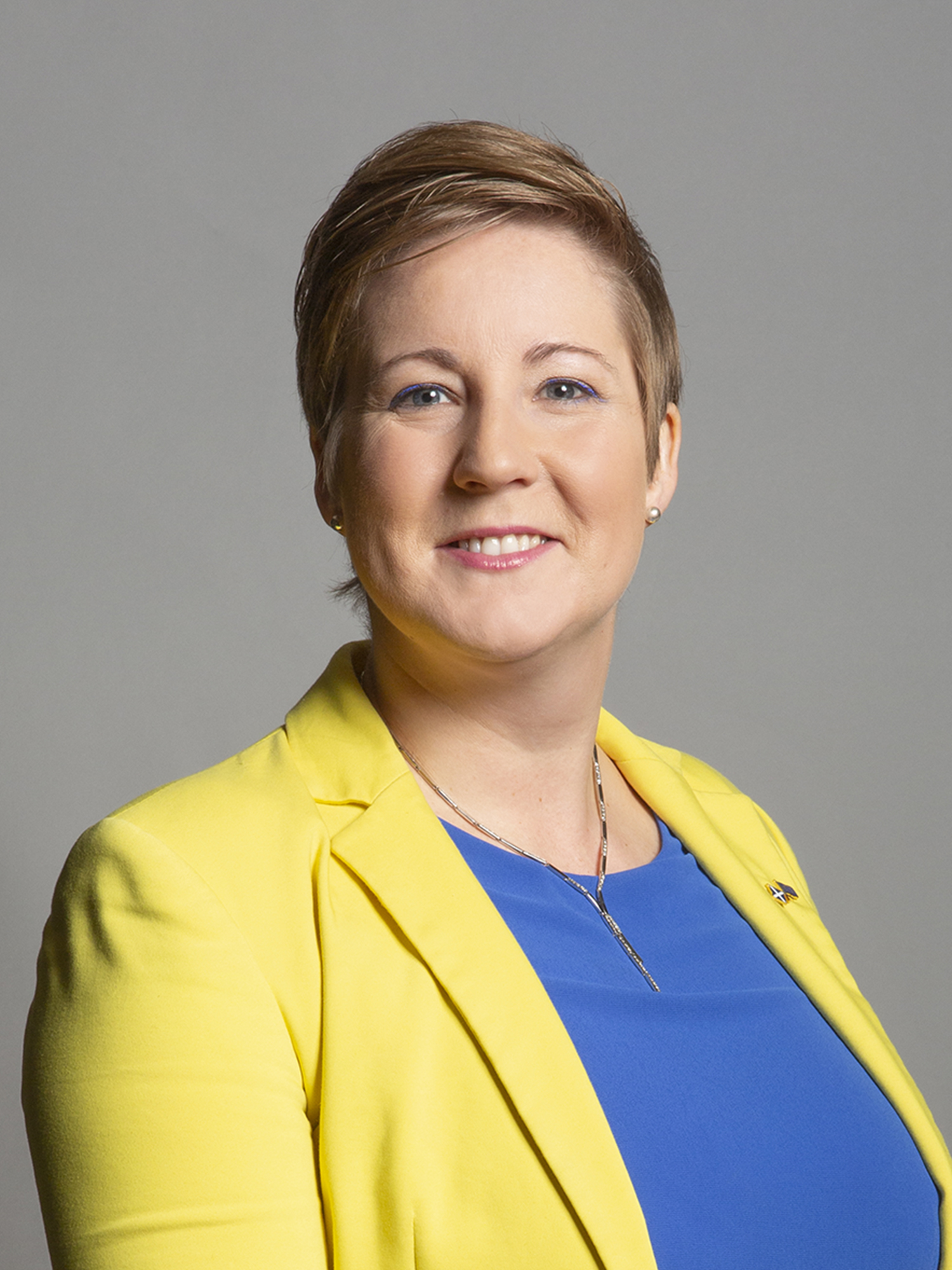
Hannah Bardell

Hannah Bardell (* 1. Juni 1983 in Livingston) ist eine schottische Politikerin der Scottish National Party (SNP).

## Leben
Bardell wurde 1983 im Livingstoner Stadtteil Craigshill geboren. Sie besuchte die Broxburn Academy und studierte anschließend an der Universität Stirling. Als Jugendliche gewann sie den Pushkin Prize für kreatives Schreiben und wurde nach Sankt Petersburg eingeladen. Nach ihrem Studium war Bardell zunächst für den Fernsehsender STV in Glasgow, dann für GMTV in London tätig, unter anderem als Produktionsassistentin für das politische Sonntagsprogramm. Anschließend arbeitete sie für das US-amerikanische Außenministerium in dessen Konsulat in Edinburgh. Zuletzt war sie in einem Unternehmen der Öl- und Gasbranche Leiterin der Kommunikations- und Marketingabteilung.

## Politischer Werdegang
Im Vorfeld der schottischen Parlamentswahlen 2007 war Bardell Teil des Produktionsteams der SNP-Werbekampagne. Anschließend leitete sie das Wahlkreisbüro des Ersten Ministers und Mitglied des schottischen und des britischen Parlaments Alex Salmond. Des Weiteren war sie für das Mitglied des Europaparlaments Ian Hudghton tätig.
Bei den Unterhauswahlen 2015 stellte die SNP Bardell als Kandidatin in ihrem Heimatwahlkreis Livingston auf. Mit den massiven Stimmgewinnen der SNP bei diesen Wahlen, konnte Bardell mit 56,9 % die Stimmmehrheit erringen und zog in der Folge erstmals in das britische Unterhaus ein. Dabei setzte sie sich gegen den amtierenden Labour-Abgeordneten Graeme Morrice durch. Trotz Stimmverlusten behauptete Bardell ihr Mandat bei den vorgezogenen Unterhauswahlen 2017.